# Hekatomba
Hekatomba (gr. ἑκατόμβη, z ἑκᾰτόν hekatón, 'sto' i βοῦς boús, 'wół') – pierwotnie ofiara składana Zeusowi, złożona ze 100 wołów. Jeśli składana była innemu bogu niekoniecznie były to woły. Tak proszono o łaskę i opiekę nad ludźmi, a także o ich pragnienia. Później zaczęto tak nazywać wszystkie większe ofiary poświęcone różnym bogom.
Według tradycji, Pitagoras po sformułowaniu swojego słynnego twierdzenia miał złożyć ofiarę z jednego lub nawet stu wołów.
W Atenach miesiąc, w którym obchodzono Panatenaje, nazywano hekatombaion.

## Znaczenie potoczne
Przenośnie, hekatomba to wielka liczba ofiar poświęcona w jakiejś sprawie (zwłaszcza podczas wojen).